# Sícorax (satèl·lit)
Sicorax és el satèl·lit natural irregular i retrògrad més gran d'Urà. Va ser descobert el 6 de setembre de 1997 per Brett J. Gladman, Philip D. Nicholson, Joseph A. Burns, i John J. Kavelaars conjuntament amb Caliban i se li assignà temporalment la designació S/1997 U 2.
Oficialment va ser confirmat com Uranus XVII, i se li va donar el nom de Sicorax en relació al personatge Sicorax de l'obra de teatre La tempesta de Shakespeare.

## Òrbita

Satèl·lits retrògrads irregulars d'Urà

Sicorax segueix una òrbita distant, més de 20 vegades més llunyana que el satèl·lit regular més llunyà d'Urà, Oberó. La seva òrbita és retrògrada, moderadament inclinada i excèntrica.
Els seus paràmetres orbitals suggereixen que pot pertànyer, juntament amb Setebos i Pròsper, al mateix cúmul dinàmic, suggerint un origen comú.

El diagrama il·lustra els paràmetres orbitals dels satèl·lits irregular d'Urà (en coordenades polars) amb l'excentricitat de les òrbites representades pels segments que s'estenen des de l'pericentre fins a l'apocentre.

## Característiques físiques
El diàmetre de Sicorax s'estima en 150 km (assumint una albedo de 0.04) fent que sigui el satèl·lit irregular més gran d'Urà, comparable en mida a Himalia, el satèl·lit irregular més gros de Júpiter.
El satèl·lit té una aparença vermellosa (índex de color B-V=0.87 V-R=0.44, B-V=1.01 V-R=0.48) més vermell que Himalia però menys vermell que la majoria d'objectes del Cinturó de Kuiper.
El període de rotació no s'ha pogut estimar definitivament (podria ser ~4 h).